# No More Good Days
«No More Good Days» es el primer episodio de la primera temporada de la serie de televisión FlashForward, de la cadena ABC. Fue escrito por los guionistas David S. Goyer y Brannon Braga y dirigido por David S. Goyer. Fue transmitido en Estados Unidos y Canadá el 24 de septiembre de 2009.

## Argumento
Toda la humanidad sufre un desmayo durante 2 minutos y 17 segundos y ve una visión de su futuro, pero deben decidir si aceptan su destino o hacen todo lo posible para cambiarlo. 

## Sucesos

### Pre Apagón
Es el 6 de octubre de 2009 en la ciudad de Los Ángeles, Mark Benford, un agente especial del FBI, se levanta para dirigirse a su trabajo tras conversar con su esposa Olivia y preparar el desayuno a su hija Charlie. Pasa por debajo de la puerta rota de su garaje y recibe a la niñera, Nicole. Antes de ir al trabajo asiste a la reunión de Alcohólicos Anónimos, donde Aaron Stark, su padrino en el tratamiento, habla sobre la muerte de su hija Tracy en la guerra de Afganistán. Ya reunido con su compañero, el Agente Demetri Noh, se dedican a espiar a unos sujetos sospechosos de terrorismo, llamados Khali, Omar y Alda Hertzog, recibiendo apoyo desde los cuarteles del FBI por parte de la Agente Janis Hawk y de su jefe Stan Wedeck. De repente, al notar los sospechosos que estaban siendo perseguidos emprenden la fuga, con lo que se desata una persecución de autos. Mientras tanto, en la playa de la ciudad, el Dr. Bryce Varley se acerca hasta el borde del muelle y saca del bolso un arma con la que se apunta a sí mismo con la idea de suicidarse. En ese mismo momento, la Dra. Olivia Benford, esposa de Mark, se dispone junto a su equipo a realizar una intervención quirúrgica, mientras se preguntan porqué el Dr. Varley no ha asistido aún a trabajar. A su vez, en casa de los Benford, Nicole se dedica a tener relaciones con su novio Joel en el sofá mientras Charlie duerme. Por otro lado, Aaron ya en su trabajo como técnico de la DWP, compañía de agua y luz, se trepa a la cima de un poste de alta tensión para realizar algún ajuste. 

### El Apagón
En ese preciso instante se produce a nivel mundial el fenómeno conocido como el apagón, que generó un desmayo masivo de todos los habitantes del planeta, quienes perdieron la conciencia durante 2 minutos y 17 segundos, y experimentaron una visión de su propio futuro correspondiente al 29 de abril de 2010. 

### Las Primeras Reacciones
Mark despertó en pleno caos automovilístico, se encontró con Demetri, y se dedicaron a ayudar a las víctimas de los accidentes. De repente encontraron al auto que venían persiguiendo, con los conductores muertos y detuvieron la mujer que manifestó haber sido "otra persona" y que hubo "tormenta" y que "los caballos estaban asustados". Demetri trasladó a la mujer a las oficinas del FBI y Mark recorrió las calles de la ciudad, topándose misteriosamente con un canguro. 
Bryce Varley despertó en medio del muelle y se dedicó a ayudar a unos surfistas que quedaron atrapados en el oleaje, y luego se dirigió al hospital. 
Nicole y Joel despertaron en medio del living y la niñera subió apresurada para ver el estado de Charlie, a quien encontró despierta diciendo que había tenido una pesadilla, y que "ya no vendrán más días buenos". 
Olivia despertó junto a su equipo tirados en medio del quirófano y junto a todo el plantel del hospital se dedicaron a atender a las numerosas víctimas del apagón. Uno de ellos, un niño de 8 años llamado Dylan Simcoe, que misteriosamente conocía el nombre de Olivia. Durante la jornada llega Bryce, quien admite haber estado por suicidarse, pero que pudo ver que en su futuro estará vivo. 
Aaron despertó colgado del poste del luz al que había subido, sin dañarse milagrosamente. 

### La Investigación
El FBI establece una reunión a las 4 horas del suceso coordinada por Stan Wedeck, donde comienzan a establecer las consecuencias del apagón. Mark es el primero en mencionar que durante el desmayo tuvo una visión de su propio futuro. Todos admiten haber experimentado lo mismo. Para descartar que hayan sido sólo alucinaciones, el Agente Al Gough se comunica con Fiona Banks, del Scotland Yard, de Londres, a quien vio durante su visión, para corroborar si ella tuvo exactamente la misma visión, lo que ella confirma. 
En ese momento Stan determina la necesidad de crear una comisión que se ocupe de investigar el fenómeno, a la que denominó El Mosaico, y que estaría conformada por Mark, Demetri y la Agente Janis Hawk. Esta última por haber tenido la idea de crear una página web donde la gente pueda registrar detalles de sus visiones a los fines de detectar algún patrón que permita determinar las causas del fenómeno. 
Mark y Demetri comienzan a juntar información en un mural con datos que Mark observó durante su visión y que estaban relacionados con la investigación.

### Pasado el Caos
Mark va a dialogar con Aaron, ya que durante la visión se vio a sí mismo recayendo en el consumo de alcohol, y su padrino le revela que en su visión él se vio junto a su hija Tracy, pero viva. Mark vuelve a su casa, conversa con Nicole, quien cree que lo que sucedió es un castigo de Dios. Luego al acostarse con su mujer se entera de que ella tuvo una visión donde estaría teniendo una relación con otro hombre al que aún no conoce. Luego se sienta a conversar con su hija, quien le regala una pulsera, que es la misma que Mark lleva puesta durante su visión. 
En el hospital llega Lloyd Simcoe, el padre de Dylan, para reencontrarse con su hijo, y vemos que es el hombre que Olivia vio en su visión. 

### El Descubrimiento
En tanto en las oficinas del FBI, mientras Janis investigaba cintas de seguridad de diferentes organizaciones y empresas, descubre que durante un partido de baseball en el estadio Ford Field, de Detroit, en pleno momento del apagón, un hombre caminaba entre los desmayados por las gradas del estadio. Janis le muestra su descubrimiento a Demetri.
- Datos: Q7044534